# Riegelsberg
Riegelsberg is een gemeente in de Duitse deelstaat Saarland, en maakt deel uit van het Regionalverband Saarbrücken.
Riegelsberg telt 14.380 inwoners.

## Afbeeldingen

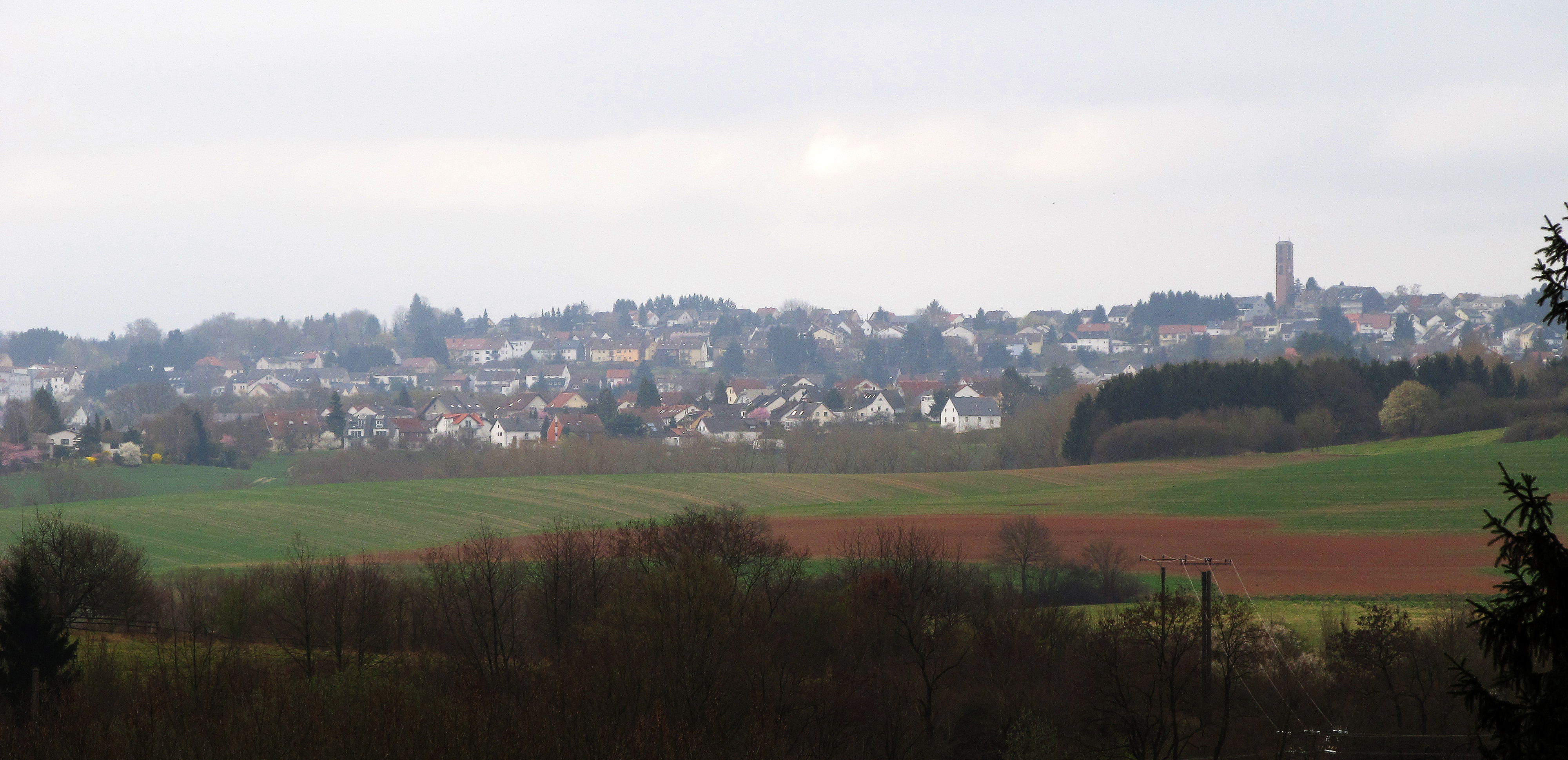
Gezicht op Riegelsberg
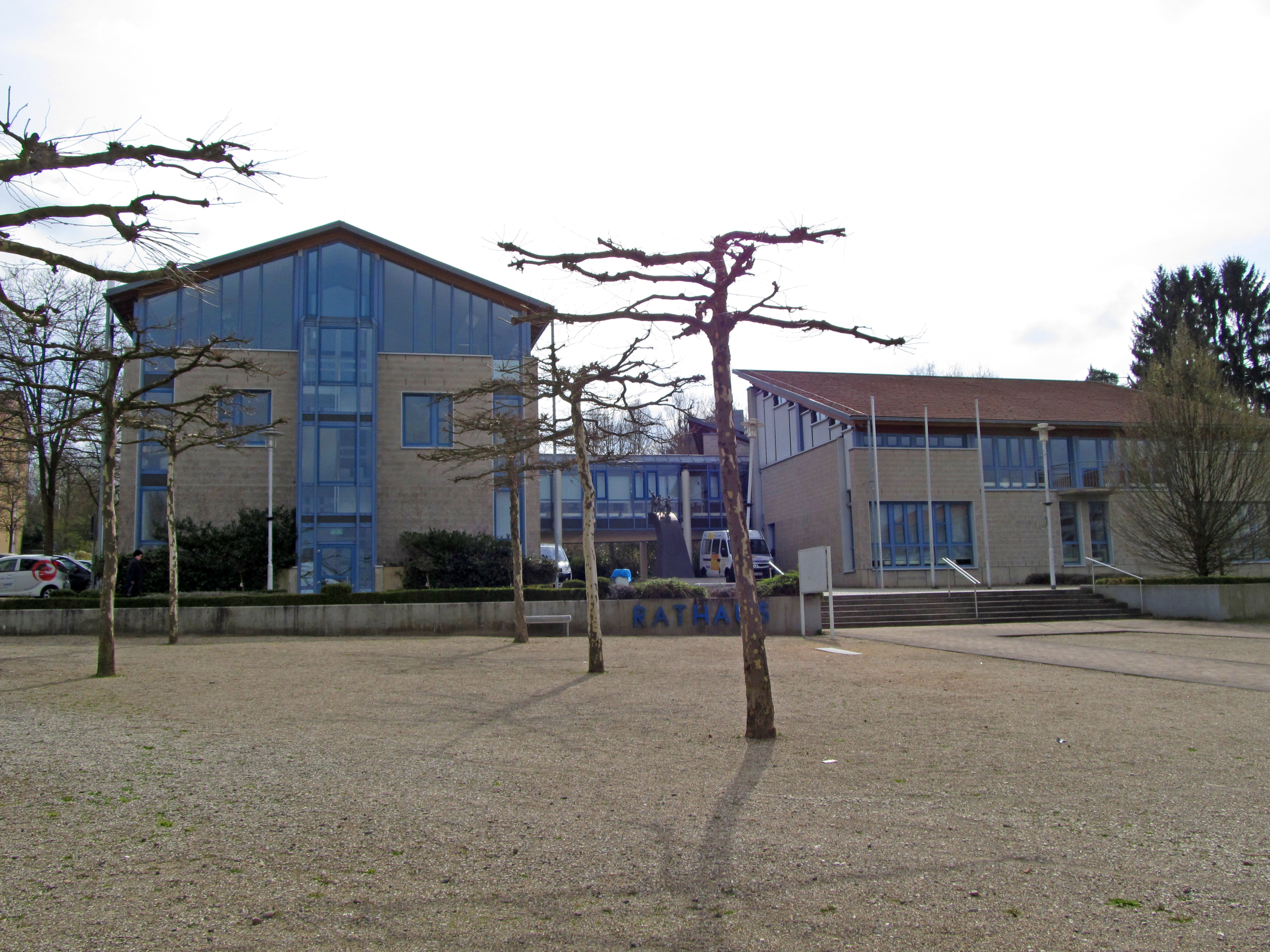
Gemeentehuis
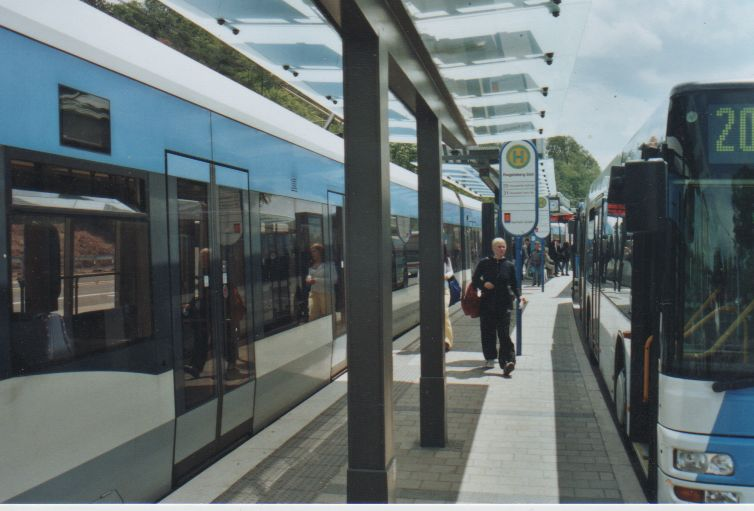
Halte van de Saarbahn naar Sarreguemines

Friedrichsthal ·
Großrosseln ·
Heusweiler ·
Kleinblittersdorf ·
Püttlingen ·
Quierschied ·
Riegelsberg ·
Saarbrücken ·
Sulzbach ·
Völklingen